# 布列塔尼地区莫尔
布列塔尼地区莫尔（法語：Maure-de-Bretagne，法語發音：[mɔʁ də bʁətaɲ]）是法国伊勒-维莱讷省的一个旧市镇，位于该省西南部，属于勒东区。2017年1月1日，布列塔尼地区莫尔和相邻的康佩勒合并为新市镇瓦勒达纳斯特（Val d'Anost），布列塔尼地区莫尔为新市镇行政中心。

## 地理
布列塔尼地区莫尔（47°53'28"N, 1°59'30"W）面积66.76 平方千米，位于法国布列塔尼大區伊勒-维莱讷省，该省份为法国西北部沿海省份，位于布列塔尼半岛东部，北濒大西洋，西接阿摩尔滨海省和莫尔比昂省，南至大西洋卢瓦尔省，西南端接曼恩-卢瓦尔省，东临马耶讷省，东北与芒什省接壤。
与布列塔尼地区莫尔接壤的市镇（或旧市镇、城区）包括：盖尔、凯尔讷克、博韦勒、莱布吕莱、康佩勒、拉沙佩勒-布埃克西克、孔布莱萨克、吉尼昂、略龙、洛埃阿克、卢泰勒、马克桑、梅尔内勒、皮普里亚克、圣塞格兰。
布列塔尼地区莫尔的时区为UTC+01:00、UTC+02:00（夏令时）。

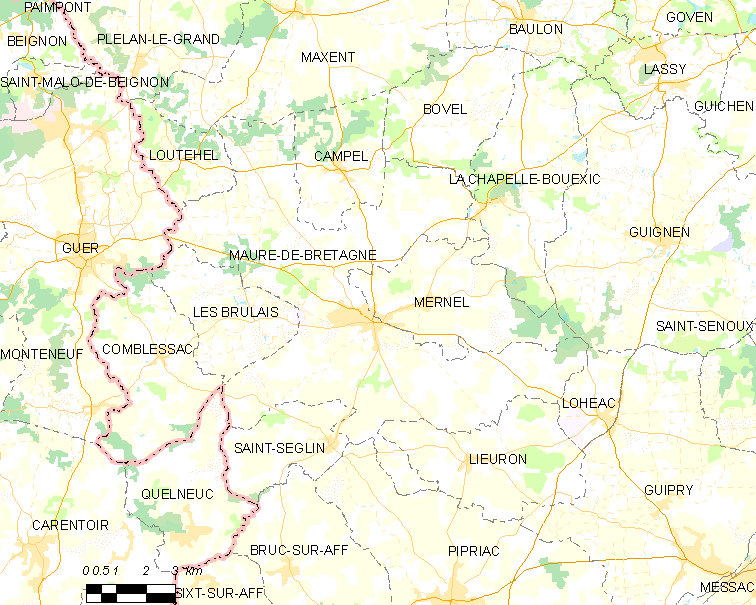
布列塔尼地区莫尔的OSM定位图

## 行政
布列塔尼地区莫尔的邮政编码为35330，INSEE市镇编码为35168。

## 政治
布列塔尼地区莫尔所属的省级选区为吉尚县。

## 人口

1962-2008年间布列塔尼地区莫尔人口变化图示

布列塔尼地区莫尔于2018年1月1日时的人口数量为3507人。